# Souligny
Souligny är en kommun i departementet Aube i regionen Grand Est (tidigare regionen Champagne-Ardenne) i nordöstra Frankrike. Kommunen ligger  i kantonen Bouilly som ligger i arrondissementet Troyes. År 2022 hade Souligny 377 invånare.

## Befolkningsutveckling
Antalet invånare i kommunen Souligny
Referens: INSEE